# Adolf Mehler
Adolf Mehler (* 21. Januar 1885; † 5. Mai 1967) war ein deutscher Lehrer.

## Werdegang
Mehler trat 1911 in den bayerischen Schuldienst ein und unterrichtete an verschiedenen Gymnasien. Zuletzt war er Studiendirektor an einem Gymnasium in München. Daneben war er Seminarleiter und Ausbilder von Studienreferendaren. Er war Herausgeber von Schulbüchern und Berater des Bayerischen Staatsministeriums für Unterricht und Kultus in Schulbuchangelegenheiten. 1951 trat er in den Ruhestand.

## Ehrungen
- 1955: Verdienstkreuz am Bande der Bundesrepublik Deutschland

## Quelle
- Bundesarchiv B 122/38470

| Personendaten    | Personendaten    |
| ---------------- | ---------------- |
| NAME             | Mehler, Adolf    |
| KURZBESCHREIBUNG | deutscher Lehrer |
| GEBURTSDATUM     | 21. Januar 1885  |
| STERBEDATUM      | 5. Mai 1967      |